# Luke Aikins
Luke Aikins (surnommé Lucky Luke) (né le 21 novembre 1973 à Corpus Christi dans le Texas) est un parachutiste et cascadeur américain.

## Chute libre sans parachute
Le 30 juillet 2016, il accomplit pour la première fois dans l'histoire un saut volontaire en chute libre sans parachute ni wingsuit à une altitude de 7 620 mètres. Au sol, il est réceptionné par un filet de sécurité de 30 mètres sur 30 mètres, après avoir été guidé vers sa cible par plusieurs parachutistes de combat dans le ciel de la Simi Valley.
Son système de guidage reposait sur :
- un guidage GPS sonore ;
- un guidage lumineux aux extrémités du filet ;
- 3 parachutistes aguerris qui l'encadraient lors de la chute.

Durant la chute, L. AIkins a rapidement atteint la vitesse limite de chute libre qui est de l'ordre de 200 km/h soit 56 mètres par seconde. Le filet qui a stoppé la chute était situé à 70 mètres du sol. Il n'a toutefois fallu que 30 mètres pour stopper le cascadeur ce qui correspond à une décélération moyenne de 5 fois l'accélération de la pesanteur .
L'exploit avait été jugé si dangereux que la marque Red Bull avait refusé de le sponsoriser, ce qui fut finalement fait par la marque de chewing gum Mentos.
Il y a déjà eu des expérimentations sans parachute, volontaires (Gary Connery) ou involontaires pendant la Seconde Guerre mondiale; et même après.

## Plane Swap
Le 24 avril 2022, il a participé avec son cousin Andy Farrington au défi Plane Swap de RedBull durant lequel deux parachutistes devaient échanger leurs avions lancés en piqué. Luke a réussi à reprendre le contrôle de l'autre avion, tandis que son cousin a échoué.